# Murchison, Victoria
Murchison är en ort i Australien. Den ligger i kommunen Greater Shepparton och delstaten Victoria, omkring 130 kilometer norr om delstatshuvudstaden Melbourne. Murchison ligger 125 meter över havet och antalet invånare är 663.
Nedslagsplatsen för Murchisonmeteoriten ligger i närheten. 
Runt Murchison är det mycket glesbefolkat, med 6 invånare per kvadratkilometer.. Närmaste större samhälle är Rushworth, omkring 18 kilometer väster om Murchison. 
Trakten runt Murchison består till största delen av jordbruksmark. Genomsnittlig årsnederbörd är 778 millimeter. Den regnigaste månaden är februari, med i genomsnitt 101 mm nederbörd, och den torraste är november, med 39 mm nederbörd.